# Ludger Claßen

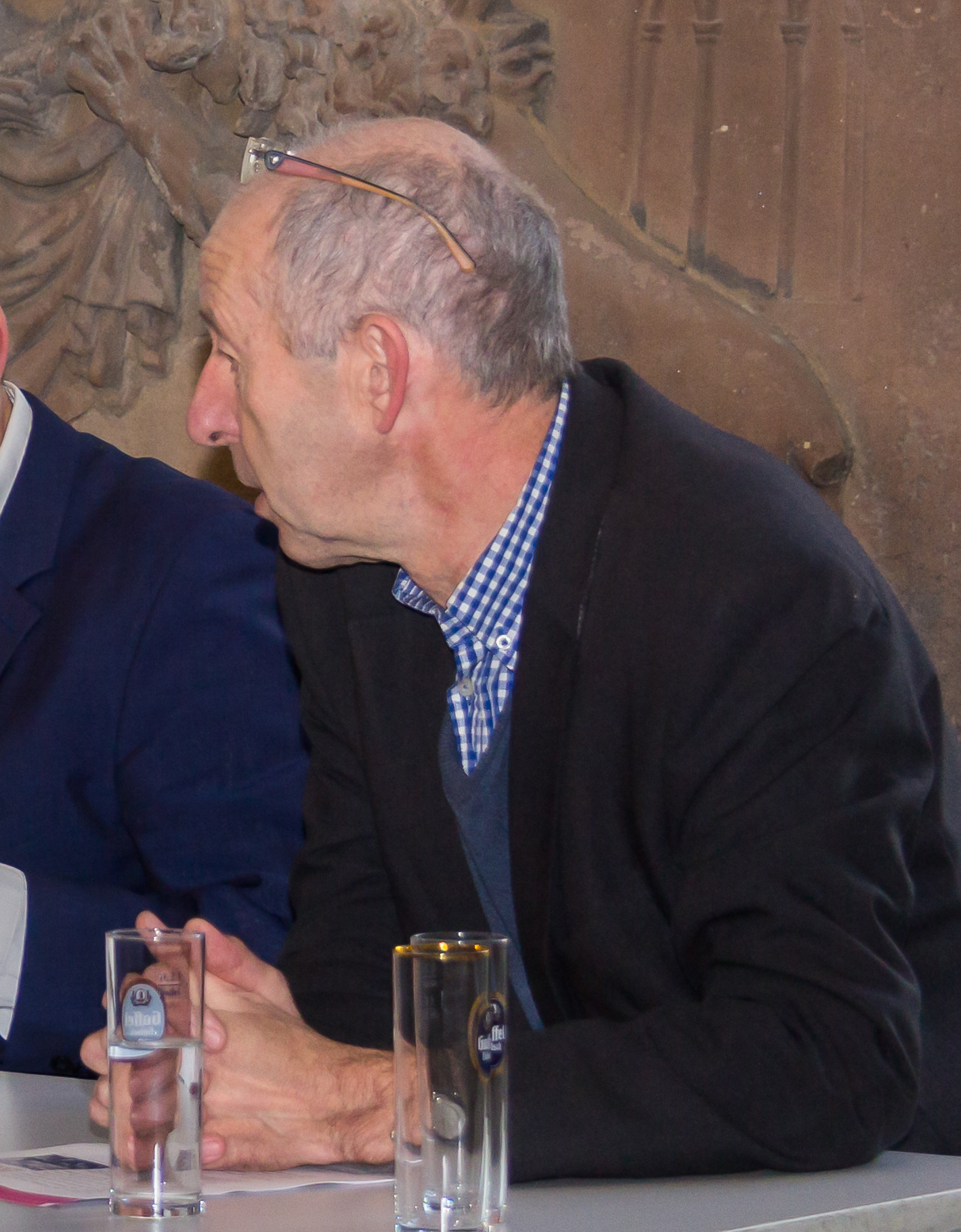
Ludger Claßen 2015

Ludger Claßen (* 1. Februar 1953 in Essen; † 30. Mai 2023 ebenda) war ein deutscher Verleger,  Journalist und Autor. Er war von 1985 bis 2016 Leiter des Klartext Verlages.

## Leben
Claßen wuchs im Ruhrgebiet auf und studierte nach dem Abitur 1971 am Gymnasium Essen-Werden. Er absolvierte ein Erstes Staatsexamen für das Lehramt an Grund- und Hauptschulen sowie Gymnasien in Deutsch und Philosophie. Von 1975 bis 1985 war er Wissenschaftlicher Mitarbeiter im Fachbereich für Literatur- und Sprachwissenschaften der Universität Essen und 1985 wurde er dort mit der Dissertation in Germanistik Strategien satirischen Erzählens: Exemplarische Untersuchungen zur satirischen Prosa des 20. Jahrhunderts promoviert. Danach war Claßen bis 2016 Leiter des Klartext Verlages, dessen Vorläufer die alternative Stadtzeitung Standorte war. Claßen war dort Chefredakteur gewesen. 2007 verkaufte er den Verlag an den WAZ-Konzern (heute Funke-Mediengruppe), blieb aber Geschäftsführer des Verlags. In seiner Zeit wurden rund 3500 Titel mit dem Schwerpunkt auf die Alltagsgeschichte der Region des Ruhrgebietes, Stadt- und Stadtteilgeschichten, Strukturwandel und Denkmalpflege verlegt. Das Spektrum reichte von Bildbänden und Belletristik über Kataloge und Kalender, Ratgeber und Reiseführer bis zu Sachbüchern. Claßen war von 1991 bis 1997 Geschäftsführer der Fachzeitschrift RevierSport. Nach seinem Rückzug aus dem Verlag aus gesundheitlichen Gründen hat er unter der Marke „kultur.west“, der Zeitschrift, die er 2003 mit auf den Weg gebracht hatte, eine exklusive Edition gestartet und war deren Geschäftsführer von 2003 bis 2022. 2018 wurde er zum Honorarprofessor für Geschichte und Literaturwissenschaften an der Universität Duisburg-Essen berufen.
Claßen war aktives Mitglied und im Vorstand der Kulturpolitischen Gesellschaft (Bonn). In seinem Verlag erschienen seit den frühen 1990er Jahren die beiden Schriftenreihen Dokumentationen und Edition Umbruch der Kulturpolitischen Gesellschaft, insgesamt über 50 Publikationen über einen Zeitraum von rund 20 Jahren. Einige Jahre hat er die neuen Zeitschriften Revier Kultur (1986 erstmals erschienen) und in den neunziger Jahren PASSAGE. Für Kunst bis Politik mitgestaltet und betreut.

## Veröffentlichungen
- Hrsg. mit anderen: Zeit-Räume Ruhr: Erinnerungsorte des Ruhrgebietes, Klartext-Verlag, Essen 2019, ISBN 978-3-8375-1928-0
- mit Achim Nöllenheidt: Nobody is perfect : die wahre Geschichte der Bundesrepublik, Fischer-Taschenbuch-Verlag, Frankfurt am Main 1999, ISBN 978-3-596-14388-7
- Hrsg.: In Zechen, Bahnhöfen und Lagerhallen : zwischen Politik und Kommerz – soziokulturelle Zentren in Nordrhein-Westfalen, Klartext-Verlag, Essen 1989,  ISBN 978-3-88474-442-0
- Satirisches Erzählen im 20. Jahrhundert : Heinrich Mann, Bertolt Brecht, Martin Walser, F. C. Delius, Fink, München 1985, Dissertation, ISBN 978-3-7705-2299-6
- mit Gerhard Bogner: Umgang mit Medien,  Philipps-Universität Marburg, Marburg 1984

## Ehrungen
- 2010: Bundesverdienstkreuz am Bande